# Boort

SS
Boort – miasto w Australii, w stanie Wiktoria.